# Alexander Moosbrugger
Alexander Moosbrugger (* 21. August 1972 im Bregenzerwald) ist ein österreichischer Komponist.

## Leben und Wirken
Alexander Moosbrugger studierte am Vorarlberger Landeskonservatorium Orgel und Cembalo, an der Universität Wien Philosophie und an der Staatlichen Hochschule für Musik und Darstellende Kunst Stuttgart. Er lebt seit 2001 in Berlin.

### Kompositionen
Moosbrugger komponiert Stücke zumeist für Kammerbesetzung, insbesondere für Streichquartett. Im Vorfeld einer Komposition verwebt Moosbrugger auditive und non-auditive Quellen ineinander. Er entwickelt eigene Intonationssysteme anhand „rekonzipierter instrumentaler Praxis“. Spieltechniken manifestieren hierbei den „Sprachanteil“ musikalischer Gebilde und entstehen mit jedem Stück, jeder Werkgruppe frisch.
Seine Kompositionen werden international aufgeführt, etwa im Konzerthaus Berlin, im King’s College Cambridge, 2013 beim London Ear Festival, Forum Neue Musik Luzern und in Ensemblezyklen. Zu den Interpreten zählen das Klangforum Wien, ensemble recherche, Ensemble Phoenix Basel, Kammerensemble Neue Musik Berlin, Ensemble Cairn Paris, musikFabrik, Ensemble L'arsenale, das Arditti String Quartet, Pellegrini-Quartett, Herbert Henck.

### Forschungs- und Kuratorentätigkeit
Moosbrugger forscht zu Aspekten des Hörens. Für das Orpheus Instituut in Gent führte er „Gespräche zum Hören“ mit Rebecca Saunders, Georg Friedrich Haas und Salvatore Sciarrino. Dozententätigkeit und Gastvorlesungen an der Anton Bruckner Privatuniversität und Universität der Künste Berlin.
Er initiierte und leitete die Reihe "0 – Tage aus Kunst" von 2000 bis 2008, seit 2007 ist er Kurator der Bludenzer Tage zeitgemäßer Musik.

### Preise und Auszeichnungen
- Internationaler Bodenseepreis, Sparte Zeitgenössische Komposition
- Österreichisches Staatsstipendium für Komposition
- Kompositionsstipendium des Landes Vorarlberg.[7]
- Artist in Residence in der Domus Artium nahe Rom
- Künstlerstipendiat im Centro Tedesco di Studi Veneziani.[8]

## Werke
- Wind, Oper für Solisten, Streichquartett und Orgel, Text vom Komponisten aus der Hypnerotomachia Poliphili in der Übersetzung von Joscelyn Godwin und Thomas Reiser. 2021.[9]
- Fonds, Schach, Basar für sechs oder sieben Spieler. Flöten, (Kontra-)Bassklarinette in B, Perkussion, Fonds, Plattenspieler, Klavier, Violine, Violoncello. 2013.
- Zwei Quartett-Sätze – Silben, Skalen, Nacht und Licht, Steg. Revidiert 2012.
- Sprechstück nach Nietzsche für sieben Stimmen und Textprojektoren. 2001 bis 2011.
- de Grigny, Hymnus „Ave maris stella“ aus „Premier livre d’orgue“ von Nicolas de Grigny, eingerichtet für Ensemble (Oboe, Klarinette, Fagott, Trompete, Posaune, Tuba, Streichquartett). 2010.
- 4 Orgelstücke für Paris. Conservatoire – Notre-Dame-de-la-Croix de Ménilmontant – Saint-Sulpice – La Trinité. 2010.
- Silben, Skalen, Nacht für Bassklarinette in B, Piano, Violine, Violoncello. 2009.
- Selinunt für großes Orchester, Satz zwei. 2007 bis 2010.
- Skalen, Texte, Maß für Flöte, Bassklarinette B, Violine, Violoncello. 2009.
- Jemand sagt >bleib!<, Suite in fünf Gedanken für zwei Bassklarinetten in B und Konfettikanonen. 2008.
- Folge, Skalen, Text für Bassklarinette B, zwei Violinen, Violoncello. 2008.
- Zwei Linien für Violine und Violoncello. 2007.
- hypnos eros mache für Flöte / Piccoloflöte, (Kontra-)Bassklarinette B, Violine 1, Violine 2, Violoncello, Perkussion, 8 Medizinballspieler. 2007.
- In Perfection für Videoband / Klavier. 2006.
- books – Encore für Klavier. 2005.
- Teint für Oboe / Englischhorn (ad lib), Bassklarinette in B, Violine, Violoncello (Skordatur C/G1), Perkussion. 2005.
- Licht, Steg, Intonationsmusik für Streichquartett. 2004.
- Tunnelmusik für Violine I, Violine II, Viola, Violoncello. 2001.
- F 'U' R – Hangmusik – Barockcello, Barockvioline, Cembalo/Orgel/Piano, Flöte, Sopran, Klarinette in B, Perkussion, Kirchenglocken (St. Gallus, Bregenz), Ensemble mit Alten Instrumenten (Naturtrompete, Violine, Viola, Violoncello, Theorbe), Ensemble aus Zwölf (Flöte, Oboe, Fagott/Kontrafagott, Horn in F, Zink, Posaune, Perkussion, Violine 1, Violine 2, Viola, Violoncello, Kontrabass), Orgelpfeife D 32’ (stufenlos MIDI gesteuert). 2001.